# Latter Days: Best of Led Zeppelin Volume Two
Latter Days: The Best of Led Zeppelin Volume Two je výběrové album anglické rockové skupiny Led Zeppelin. Bylo vydáno vydavatelstvím Atlantic Records dne března 2000. Písně na tomto albu jsou vybrány z produkce Led Zeppelin v období mezi lety 1972 – 1980.
Album debutovalo na 81. pozici hitparády Billboard's Pop Albums chart.

## Seznam skladeb
1. "The Song Remains the Same" (Page/Plant) – 5:28
2. "No Quarter" (Page/Plant/Jones) – 6:59
3. "Houses of the Holy" (Page/Plant) – 4:01
4. "Trampled Under Foot" (Page/Plant/Jones) – 5:35
5. "Kashmir" (Page/Plant/Bonham) – 8:31
6. "Ten Years Gone" (Page/Plant) – 6:31
7. "Achilles Last Stand" (Page/Plant) – 10:22
8. "Nobody's Fault but Mine" (Page/Plant) – 6:27
9. "All My Love" (Jones/Plant) – 5:53
10. "In the Evening" (Jones/Page/Plant) – 6:49

## Další poznámky
Rozšířené CD obsahuje video živé produkce písně „Kashmir“ v Earls Courtu z roku 1975.

## Obsazení
- Jimmy Page – akustická a elektrická kytara, producent
- Robert Plant – vokály a harmonika
- John Paul Jones – basová kytara, klávesy a mandolína
- John Bonham – bicí